# أموس مانسدورف
أموس مانسدورف (بالعبرية: עמוס מנסדורף‏) مواليد 20 أكتوبر 1965 في رامات هاشارون، إسرائيل، هو لاعب كرة مضرب إسرائيلي سابق بدأ مسيرته كمحترف سنة 1983 وكان يلعب باليد اليمنى، اعتزل اللعب في 1994. أعلى تصنيف له في الفردي كان المركز الـ 18 في سنة 1987. سبق أن شارك في دورة الألعاب الأولمبية الصيفية.

## روابط خارجية
- أموس مانسدورف على موقع رابطة محترفي التنس (الإنجليزية)
- أموس مانسدورف على موقع الاتحاد الدولي لكرة المضرب (الإنجليزية)
- أموس مانسدورف على موقع كأس ديفيز (الإنجليزية)
- أموس مانسدورف على موقع خلاصة التنس.كوم (الإنجليزية)
- أموس مانسدورف على موقع اللجنة الأولمبية الدولية (الإنجليزية)
- أموس مانسدورف على موقع أوليمبيديا (الإنجليزية)